# Odloučení (seriál)
Odloučení (v anglickém originále Severance) je americký sci-fi psychologický thrillerový televizní seriál, který vytvořil Dan Erickson; režiséry jsou Ben Stiller a Aoife McArdle. V hlavních rolích účinkovali Adam Scott, Zach Cherry, Britt Lower, Tramell Tillman, Jen Tullock, Dichen Lachman, Michael Chernus, John Turturro, Christopher Walken, Patricia Arquette a Sarah Bock. Děj sleduje Marka S., zaměstnance fiktivní korporace Lumon Industries, který souhlasí s „odloučeným“ programem, ve kterém jsou jeho vzpomínky ze života mimo práci odděleny od jeho vzpomínek z práce.
První řada seriálu měla premiéru dne 18. února 2022 na streamovací službě Apple TV+. Seriál získal pozitivní reakce, přičemž kritici i diváci vyzdvihovali příběh, režii, kameru, produkční design, hudbu a herecké výkony. Seriál získal také spoustu ocenění, včetně nominací na cenu Emmy za nejlepší dramatický seriál a na Zlatý glóbus ve stejné kategorii. Scott, Turturro, Walken a Arquette získali za své herecké výkony nominace na cenu Emmy. V dubnu 2022 byl seriál obnoven pro druhou řadu, která měla premiéru dne 17. ledna 2025.

## Děj
Biotechnologická korporace Lumon Industries vyvine a použije lékařskou proceduru „odloučení“ k oddělení nepracovních vzpomínek některých svých zaměstnanců od jejich pracovních vzpomínek. Když je odloučený zaměstnanec v práci, nepamatuje si nic ze svého života ani z venkovního světa. Když nejsou v práci, nemohou si vzpomenout na nic z práce. Díky tomu žijí dva různé životy. Jeden z „oddělených“, Mark Scout, však postupně začíná spolu se svými kolegy odkrývat pavučinu spiknutí z obou stran.

## Obsazení

### Hlavní role
- Adam Scott jako Mark Scout (a.k.a. Mark S.), bývalý profesor historie a „odloučený“ zaměstnanec Lumon Industries v oddělení Kultivace makrodat (OKM)[8]
- Zach Cherry jako Dylan George (a.k.a. Dylan G.), Markův „odloučený“ spolupracovník[9]
- Britt Lower jako Helena Eagan/Helly Riggs (a.k.a. Helly R.), nová zaměstnankyně, která nahradila Peteyho[10]
- Tramell Tillman jako Seth Milchick, manažer na „odloučeném“ podlaží v Lumon Industries
- Jen Tullock jako Devon Scout-Hale, Markova sestra
- Dichen Lachman jako Gemma Scout (a.k.a. slečna Caseyová), konzultantka na „odloučeném“ podlaží
- Michael Chernus jako Ricken Hale, manžel Devon a švagr Marka, motivační spisovatel
- John Turturro jako Irving Bailiff (a.k.a. Irving B.), kolega Marka, který je zastánce firemní politiky
- Christopher Walken jako Burt Goodman (a.k.a. Burt G.), další „odloučený“ zaměstnanec, šéf oddělení optiky a designu (OAD)
- Patricia Arquette jako Harmony Cobel, manažerka „odloučeného“ podlaží, mimo práci paní Selvigová, sousedka Marka[11]
- Sarah Bock jako Eustice Huang (2. řada), nová, mladá zástupkyně manažera na „odloučeném“ podlaží

### Vedlejší role
- Yul Vazquez jako Peter „Petey“ Kilmer, bývalý „odloučený“ pracovník Lumon Industries a Markův nejlepší přítel, který byl za záhadných okolností vyhozen
- Michael Cumpsty jako Doug Graner (1. řada), šéf ochranky na „odloučeném“ podlaží
- Nikki M. James jako Alexa (1. řada), porodní asistentka Devon
- Sydney Cole Alexander jako Natalie, PR zástupkyně Lumon Industries a kontaktní osoba správní rady
- Nora Dale jako Gabby Arteta (1. řada), manželka senátora Angela Arteta, která podstoupila „odloučení“, aby se vyhnula porodním bolestem
- Claudia Robinson jako Felicia, zaměstnankyně oddělení optiky a designu
- Mark Kenneth Smaltz jako Judd, ochranka v Lumon Industries
- Donald Webber Jr. jako Patton, přítel Rickena
- Annie McNamara jako Danise (1. řada), přítelkyně Rickena
- Claudia Robinson jako Felicia, dlouholetá zaměstnankyně oddělení optiky a designu blízká Burtovi
- Karen Aldridge jako Asal Reghabi, bývalá chiruržka Lumon Industries, která provádí reintegrace
- Michael Siberry jako Jame Eagan, současný generální ředitel Lumon Industries
- Ólafur Darri Ólafsson jako pan Drummond (2. řada), zaměstnanec Lumon Industries, který je zapojený do procesu odloučení
- Merritt Wever jako Gretchen George (2. řada), Dylanova manželka
- Robby Benson jako Dr. Mauer (2. řada), doktor na testovacím podlaží Lumon Industries
- Gwendoline Christie jako Lorne (2. řada), „odloučená“ zaměstnankyně Lumon Industustries, která řídí oddělení Chovatelna savců
- Sandra Bernhard jako Cecily (2. řada), zdravotní sestra na testovacím patře

### Hostující role
- Marc Geller jako Kier Eagan, zesnulý zakladatel Lumon Industries
- Cjakosidy Layton jako June, Peteyho dcera
- Joanne Kelly jako Nina, Peteyho bývalá žena
- Ethan Flower jako Angelo Arteta, senátor podporovaný Lumon Industries, který podporuje legalizaci „odloučení“
- Grace Rex jako Rebeck, přítelkyně Rickena
- Rajat Suresh jako Balf, přítel Rickena
- Bob Balaban jako Mark Wilkins (2. řada), nový zaměstnanec OKM
- Alia Shawkat jako Gwendolyn Y. (2. řada), nová zaměstnankyně OKM
- Stefano Carannante jako Dario Rossi (2. řada), nový zaměstnanec OKM
- Sarah Sherman (2. řada) jako hlas stop-motion vodárenské věže ve filmu Lumon Industries
- Adrian Martinez jako pan Saliba (2. řada), manažer v továrně na dveře, který dělá pohovor s Dylanem
- John Noble jako Fields (2. řada), manžel Burta
- James LeGros jako Hampton (2. řada), přítel Harmony ze Salt's Neck
- Jane Alexander jako Celestine „Sissy“ Cobel (2. řada), samotářská teta Harmony v Salt's Neck

## Seznam dílů

### První řada (2022)
| Č. v seriálu | Č. v řadě | Původní název                           | Český název                                 | Režie         | Scénář             | Premiéra        |
| ------------ | --------- | --------------------------------------- | ------------------------------------------- | ------------- | ------------------ | --------------- |
| 1            | 1         | Good News About Hell                    | Dobrá zpráva o pekle                        | Ben Stiller   | Dan Erickson       | 18. února 2022  |
| 2            | 2         | Half Loop                               | Half Loop                                   | Ben Stiller   | Dan Erickson       | 18. února 2022  |
| 3            | 3         | In Perpetuity                           | Na věčnosti                                 | Ben Stiller   | Andrew Colville    | 25. února 2022  |
| 4            | 4         | The You You Are                         | Vaše pravé já                               | Aoife McArdle | Kari Drake         | 4. března 2022  |
| 5            | 5         | The Grim Barbarity of Optics and Design | Ponuré barbarství oddělení Optiky a designu | Aoife McArdle | Anna Ouyang Moench | 11. března 2022 |
| 6            | 6         | Hide and Seek                           | Hra na schovávanou                          | Aoife McArdle | Amanda Overton     | 18. března 2022 |
| 7            | 7         | Defiant Jazz                            | Vzdorovitý jazz                             | Ben Stiller   | Helen Leigh        | 25. března 2022 |
| 8            | 8         | What's for Dinner?                      | Co je k večeři?                             | Ben Stiller   | Chris Black        | 1. dubna 2022   |
| 9            | 9         | The We We Are                           | Naše pravé já                               | Ben Stiller   | Dan Erickson       | 8. dubna 2022   |

### Druhá řada (2025)
| Č. v seriálu | Č. v řadě | Původní název        | Český název                | Režie             | Scénář                       | Premiéra        |
| ------------ | --------- | -------------------- | -------------------------- | ----------------- | ---------------------------- | --------------- |
| 10           | 1         | Hello, Ms. Cobel     | Dobrý den, slečno Cobelová | Ben Stiller       | Dan Erickson                 | 17. ledna 2025  |
| 11           | 2         | Goodbye, Mrs. Selvig | Sbohem, paní Selvigová     | Sam Donovan       | Mohamad El Masri             | 24. ledna 2025  |
| 12           | 3         | Who Is Alive?        | Kdo žije?                  | Ben Stiller       | Wei-Ning Yu                  | 31. ledna 2025  |
| 13           | 4         | Woe's Hollow         | Kotlina trápení            | Ben Stiller       | Anna Ouyang Moench           | 7. února 2025   |
| 14           | 5         | Trojan's Horse       | Trójský kůň                | Sam Donovan       | Dan Erickson                 | 14. února 2025  |
| 15           | 6         | Attila               | Attila                     | Uta Briesewitz    | Erin Wagoner                 | 21. února 2025  |
| 16           | 7         | Chikhai Bardo        | Chikhai Bardo              | Jessica Lee Gagné | Dan Erickson a Mark Friedman | 28. února 2025  |
| 17           | 8         | Sweet Vitriol        | Sladký vitriol             | Ben Stiller       | Adam Countee a K. C. Perry   | 7. března 2025  |
| 18           | 9         | The After Hours      | Po pracovní době           | Uta Briesewitz    | Dan Erickson                 | 14. března 2025 |
| 19           | 10        | Cold Harbor          | Cold Harbor                | Ben Stiller       | Dan Erickson                 | 21. března 2025 |

## Produkce

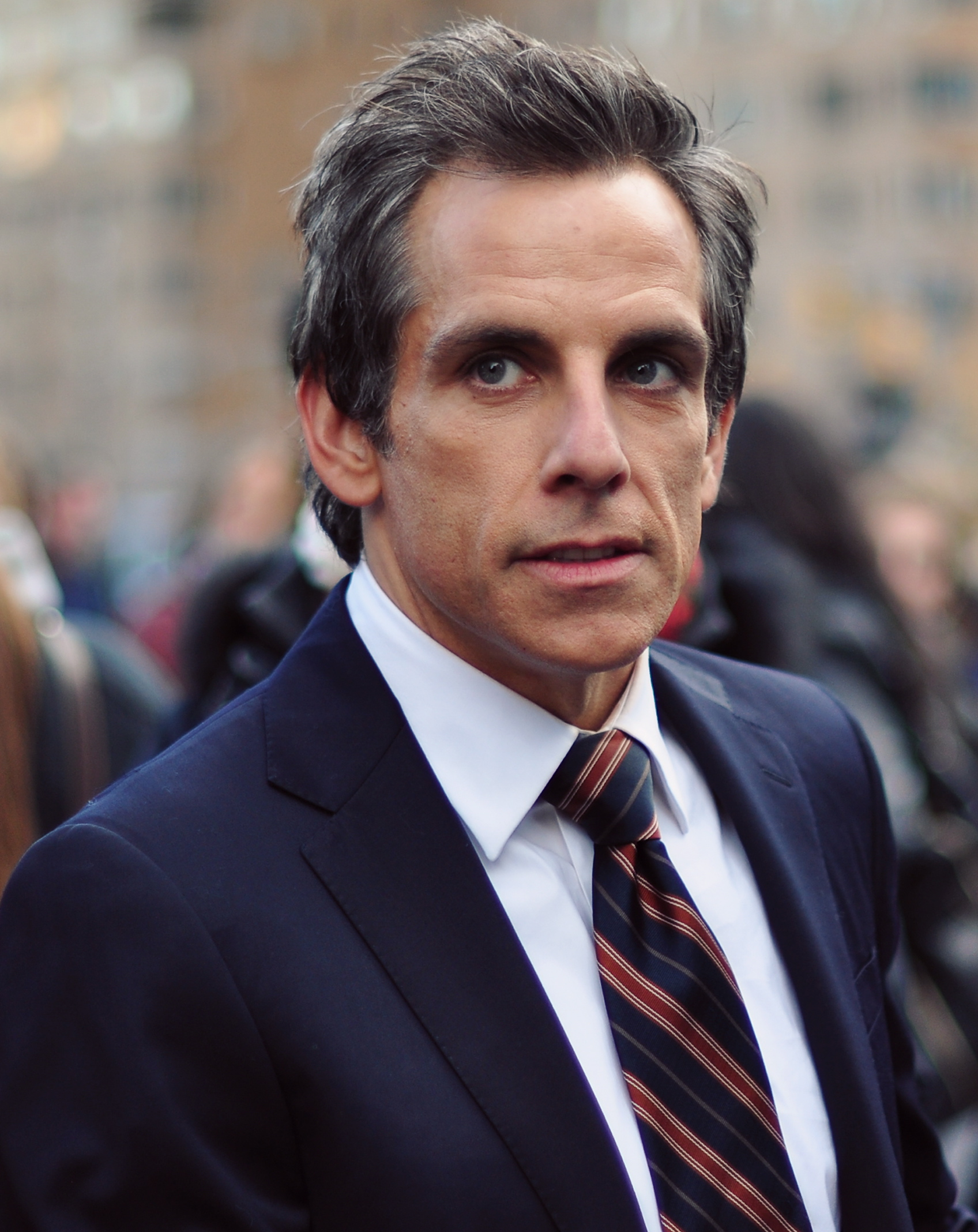
Ben Stiller režíroval šest dílů první řady

### Vývoj
Ben Stiller poprvé četl scénář k pilotnímu dílu minimálně pět let před premiérou pořadu a nazval ho „nejdelší věcí, na které jsem kdy pracoval“. Scénář předložil Dan Erickson jako vzorek Stillerově produkční společnosti Red Hour Productions. Stiller řekl, že se mu líbil příspěvek příběhu do pracovní komedie. V lednu 2017 Stiller přizval Adama Scotta, aby v seriálu ztvárnil hlavní roli. V listopadu 2019 společnost Apple TV+ objednala seriál, jehož režisérem bude Stiller a Scott byl obsazen do hlavní role. Stiller měl původně režírovat pouze pilotní díl, ale rozhodl se režírovat několik dalších epizod, když byl seriál v procesu vývoje.
Dne 6. dubna 2022 byl seriál společností Apple TV+ obnoven pro druhou řadu.

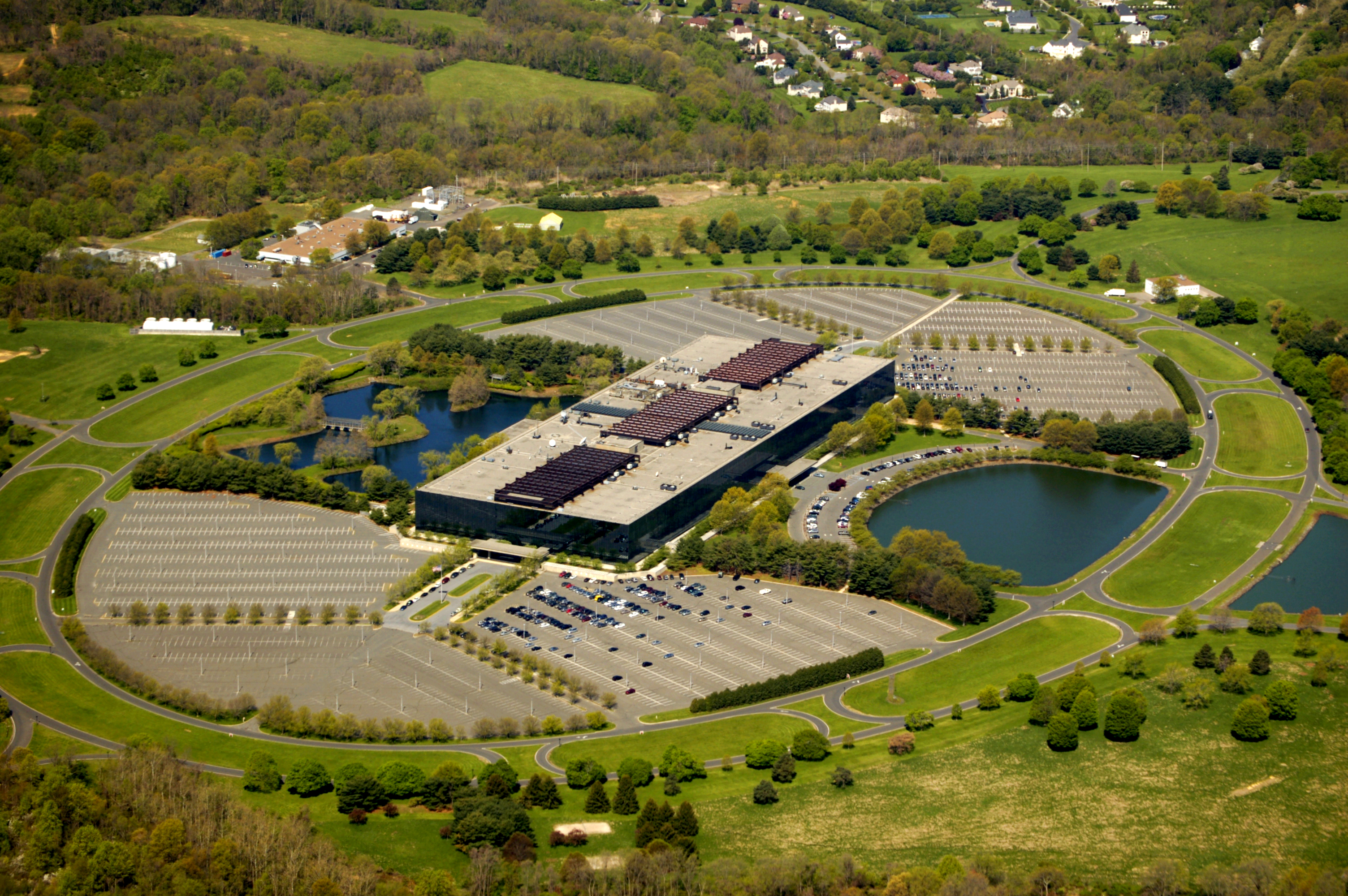
Komplex Bell Labs Holmdel v New Jersey, který v seriálu slouží jako sídlo společnosti Lumon HQ

### Natáčení
Pandemie covidu-19 odložila počáteční zahájení vývoje seriálu z března 2020. Natáčení první řady začalo v New Yorku pod pracovním názvem Tumwater dne 8. listopadu 2020, den po prezidentských volbách v USA. Úvodní scéna seriálu byla natočena dne 6. ledna 2021. V únoru probíhalo natáčení několik dní v Nyacku a v březnu v Kingstonu a Beaconu. V dubnu se natáčení přesunulo do střední oblasti New Jersey, kde se natáčelo především v komplexu Bell Labs Holmdel, který v seriálu slouží jako sídlo společnosti Lumon HQ. Natáčení mělo skončit dne 23. června 2021.
Natáčení druhé řady započalo dne 3. října 2022 v New Yorku a mělo být ukončeno dne 12. května 2023. Nicméně dne 8. května 2023 byla produkce druhé řady pozastavena kvůli stávce amerických scenáristů. Produkce byla obnovena dne 13. května 2023, přičemž natáčení probíhalo v Newfoundlandu. Natáčení bylo později znovu pozastaveno kvůli stávce herců a scenáristů a následně pokračovalo ode dne 29. ledna 2024 a skončilo dne 23. dubna 2024.

### Casting
V lednu 2020 se k obsazení připojili Patricia Arquette, Britt Lower, Jen Tullock a Zach Cherry. Tramell Tillman byl do seriálu obsazen v únoru 2020; John Turturro a Christopher Walken se připojili v listopadu 2020. Turturro řekl, že doporučil Walkena pro roli Burta, protože „ho znám dlouho a nemusím hrát, že jsme přátelé.“ Dichen Lachman byla do své role obsazena v prosinci 2020.
Dne 31. října 2022 bylo oznámeno, že se Gwendoline Christie, Bob Balaban, Merritt Wever, Alia Shawkat, Robby Benson, Stefano Carannante, Ólafur Darri Ólafsson a John Noble připojili k obsazení druhé řady seriálu.